# Malfray
Pour plus de détails, voir Fiche technique et Distribution.
Malfray est un documentaire de Robert Hessens et Alain Resnais sorti en 1948.

## Synopsis
Le documentaire porte sur le sculpteur Charles Malfray.

## Fiche technique
- Tourné en France
- Genre : court métrage
- Scénario : Gaston Diehl et Robert Hessens
- Musique : Pierre Barbaud